# Hisham III
Hisham III was de laatste kalief van Córdoba van 1027 tot 1031.

## Context
Sinds 1016 was er een troonstrijd ontstaan tussen Omajjaden van Andalusië en de Hammudiden, een Berbersdynastie uit Noord-Afrika. Alhoewel hij al verkozen werd in 1027, kon hij zijn intrede in de stad Córdoba maar doen in 1029.
Na een belastingverhoging kwam de bevolking in opstand, zijn vizier werd vermoord en uiteindelijk werd hij gevangengezet. Hisham III kon ontsnappen en leefde nog vijf jaar in ballingschap in Balaguer. Het Kalifaat Córdoba viel uiteen in een dertigtal onafhankelijke islamitische rijkjes, de periode van de taifa's.